# Ex officio
Ex officio (Latijn; afgekort e.o.) betekent krachtens ambt, ambtshalve. 

## Handeling
Als een handeling ex officio wordt uitgevoerd, wordt dat zelfstandig en op eigen initiatief gedaan. De handeling heeft dan geen aanvraag als grondslag.

## Bestuursfunctie
Ex officio wordt ook gebruikt om een functie aan te duiden die wordt toebedeeld aan een persoon op basis van een andere functie. Om ambtshalve een functie te vervullen zal via de reglementen van een organisatie of via wetten het bekleden van de functie gekoppeld moeten worden aan die van een ander.

### Voorbeelden
Hieronder staan enkele voorbeelden van functies die ex officio worden toegekend.
- De twee co-prinsen van Andorra − die gezamenlijk het officiële staatshoofd zijn − bestaan ex officio uit de Bisschop van Urgell en de President van Frankrijk.
- De Koning(in) der Nederlanden is ex officio de voorzitter van de Raad van State.[1] Deze rol is ceremonieel en de dagelijkse leiding wordt vervuld door de vicepresident van de Raad van State.[2]
- De vicepresident van de Verenigde Staten is ambtshalve ook de president van de Senaat. In deze rol heeft de vicepresident een doorslaggevende stem bij stakende stemmen.